# Call-girl (film)
Pour plus de détails, voir Fiche technique et Distribution.
Call-girl (Call girl: la vida privada de una señorita bien) est une comédie érotique espagnole réalisée par Eugenio Martín et sorti en 1976.
Le film a enregistré 824 287 entrées en Espagne.

## Synopsis
Depuis son enfance, Julia voit son père ruiné par la vie qu'il mène. Son père fait la fête avec des prostituées aux tarifs très élevés et à la moralité faible. Julia, qui se retrouve ruinée, met en pratique la leçon qu'elle a involontairement apprise des amis de son père. En quelques mois, elle passe du statut de prostituée à prix d'or à celui de mère maquerelle dont les filles offrent leurs services dans la capitale aux personnalités importantes du pays, mais l'affaire commence à péricliter lorsqu'elle commet l'erreur de tomber amoureuse.

## Fiche technique
- Titre français : Call-girl[2]
- Titre original espagnol : Call girl: la vida privada de una señorita bien[1]
- Réalisation : Eugenio Martín
- Scénario : Eugenio Martín, Andrés Dolera, Antonio Fos
- Photographie : Hans Burmann (es)
- Montage : Alfonso Santacana
- Musique : Juan José García Caffi (es)
- Production : Francisco Molero
- Société de production : Impala Films, Vega Films
- Pays de production :  Espagne
- Langue originale : espagnol
- Format : couleurs par Eastmancolor - 35 mm
- Genre : comédie érotique
- Durée : 101 minutes
- Date de sortie :
  - Espagne : 27 décembre 1976 (Madrid) ; 7 mars 1977 (Barcelone)

## Distribution
- Teresa Rabal (es) : Julia
- Anthony Andrews : Marcos
- Sandra Mozarowsky (es) : Laura
- Bárbara Rey : Mónica
- Pep Munné : Luis
- Antonio Casas : Don Esteban
- Alfredo Mayo : Alejandro
- Manuel Zarzo : le cadre supérieur
- José Nieto : Propriétaire de l'entreprise
- Rafael Arcos (es) : Enrique